# Гёлтосу
Гёлтосу (рум. Ghioltosu) — село в Кантемирском районе Молдавии. Наряду с сёлами Цыганка и Новая Цыганка входит в состав коммуны Цыганка.

## География
Село расположено на высоте 27 метров над уровнем моря.

## Население
По данным переписи населения 2004 года, в селе Гёлтосу проживает 921 человек (456 мужчин, 465 женщин).
Этнический состав села:
| Национальность | Число жителей | Процентный состав |
| -------------- | ------------- | ----------------- |
| молдаване      | 736           | 79.91             |
| румыны         | 177           | 19.22             |
| болгары        | 4             | 0.43              |
| русские        | 2             | 0.22              |
| украинцы       | 1             | 0.11              |
| гагаузы        | 1             | 0.11              |
| Всего          | 921           | 100%              |